# Martin Ier (roi de Sicile)
Pour les articles homonymes, voir Martin Ier.
Martin Ier de Sicile, dit le Jeune, né en 1374 et mort le 25 juillet 1409 à Cagliari, est fils de Martin Ier d'Aragon dit le Vieux, souverain de la couronne d'Aragon, et de Maria de Luna. Il est roi de Sicile de 1390 à 1409.

## Biographie
Martin épouse à Barcelone, le 29 novembre 1391, Marie, reine de Sicile, fille de Frédéric III le Simple et de Constance d'Aragon, avec une dispense du pape Clément VII pour cousinage. Il prend aussitôt le titre de roi, et passe en Sicile avec sa femme. Ils débarquent à Trapani le 25 mars 1392. La Sicile, privée de souverains depuis 1379, est alors en proie aux plus grands désordres, déchirée par plusieurs factions, et tyrannisée par les principaux seigneurs. Martin doit se présenter à la tête d'une armée pour reprendre Palerme, que le Andrea Chiaramonte tenait en son pouvoir. Le peuple, lassé des exactions de ce seigneur, se soulève et ouvre les portes de la ville. Chiaramonte est néanmoins amnistié et rallie la cause royale. Martin et la reine Marie sont couronnés en mai 1392 à Palerme.
La réconciliation du comte de Clermont avec la cour déplait à Bernardo Cabrera, seigneur aragonais et favori du roi. Dans le but de supplanter le comte et d'obtenir ses domaines, il l'accuse de complot contre le roi, et en donne pour preuve un poignard que Chiaramonte porte, malgré la défense faite de paraître armé à la cour. Le comte, soumis à la question, avoue, est condamné à mort et exécuté le 1er juin avec ses prétendus complices. Ses biens sont confisqués, et son comté de Modica est adjugé à son accusateur (20 juin 1392), qui obtient aussi la charge de grand-amiral. Cette exécution excite dans Palerme une telle émeute parmi les barons que la cour doit se réfugier à Catane. La sédition s'étend dans toute la Sicile, et il ne reste bientôt plus à Martin que Catane, Messine et Syracuse. Les corsaires hafsides d'Afrique profitent alors des troubles pour mener des raids en Sicile. En juin 1393, ils enlèvent nombre d'habitants susceptibles de payer rançon, dont l'évêque de Syracuse. Par les conseils des archevêques de Palerme et de Monreale, les Palermitains se soumettent en 1399, suivis par les autres villes. La paix est rétablie.
Le 25 mai 1401, la reine Marie meurt, instituant son époux pour son héritier. L'année suivante Martin se remarie avec Blanche de Navarre, fille du roi Charles III. La Sardaigne s'étant révoltée contre le roi d'Aragon Martin le Vieux, Martin le Jeune conduit une expédition au secours de son père, et remporte, le 30 juin 1409, une grande victoire sur les rebelles, commandés par Guillaume II, vicomte de Narbonne. Peu de temps après, il tombe malade, et meurt de la malaria à Cagliari, où il est enterré dans la cathédrale Sainte-Marie. Il laisse deux enfants illégitimes, un fils nommé Frédéric, légitimé par le pape Benoît XIII, mort empoisonné le 29 mai 1428 au château de Branzat, en Aragon, où sa turbulence l'avait fait enfermer, et une fille, Yolande, qui fut mariée deux fois dans la maison de Gusman. Un autre fils, nommé lui aussi Frédéric, que Martin avait eu de sa première femme, la reine Marie était mort quelque temps avant sa mère (1402). Son père Martin le Vieux, roi d'Aragon en 1395, succède à son fils à sa mort et laisse la régence de Sicile à la reine Blanche de Navarre.

### Sources et bibliographie
- Nouvelle biographie générale depuis les temps les plus reculés jusqu'à nos jours, de Jean Chrétien Ferdinand Hoefer Publié par Firmin Didot frères, fils et cie, 1863.
- (ca) Gran Enciclopèdia Catalana, « Martí I de Sicília », sur www.enciclopedia.cat, Grup Enciclopèdia Catalana (consulté le 15 février 2015).